# Dia (Software)
Dia ist ein Diagramm-, Zeichen- und Illustrationsprogramm sowie UML-Werkzeug, das zum Gnome-Projekt gehört und unter der GNU General Public License steht.

## Funktionsweise
Dia dient dazu, verschiedene Abläufe und Strukturen – vornehmlich in Form von Diagrammen – visuell darzustellen.
Hierzu können verschiedene Vorlagen mit passenden Werkzeugen und Symbolen, beispielsweise für Programmablaufpläne und Geschäftsprozesse, verwendet und diese per Drag and Drop auf ein Dokument gezogen werden.
Die Funktionalität von Dia ist bedingt mit dem proprietären Programm Visio vergleichbar.
Für die Erstellung strukturierter Diagramme stehen Standardobjekte zur Verfügung, mit deren Hilfe komplexe Strukturen aufgebaut werden können. So gibt es unter anderem Modi für Flussdiagramme (englisch Flowchart), Netzwerk- und UML-Diagramme. Es gibt jedoch auch einige generische Funktionen, mit denen einfache Zeichnungen erstellt werden können.
Das Programm verfügt über eine Reihe von Ausgabeformaten, beispielsweise EPS, SVG, CGM und PNG. Die Diagrammtypen sind erweiterbar, da noch nicht unterstützte Objekttypen über XML-Dateien hinzugefügt werden können.
Das programmeigene Dateiformat „.dia“ ist eine mit Gzip gepackte XML-Datei.
In der neuesten Version ist sowohl unter Windows als auch unter Linux die alte Mehr-Fenster-Ansicht durch eine Ansicht mit nur einem Fenster ersetzt worden.

## Umgebung
Das im Rahmen eines Gnome-Projektes realisierte Programm verwendet das GTK und ist dadurch auch auf Windows lauffähig.